# Xanthochlorus
Xanthochlorus es un género de dípteros de la familia Dolichopodidae. Fue descrito por Hermann Loew en 1857.

## Especies
- Xanthochlorus chinensis Yang & Saigusa, 2005[2]
- Xanthochlorus flavicans Negrobov, 1978[3]
- Xanthochlorus fulvus Negrobov, 1978[3]
- Xanthochlorus galbanus Chandler & Negrobov, 2008[4]
- Xanthochlorus gansuensis Qilemoge, Chang & Yang, 2018[5]
- Xanthochlorus helvinus Loew, 1861
- Xanthochlorus henanensis Wang, Yang & Grootaert, 2008[6]
- Xanthochlorus kustovi Grichanov, 2010
- Xanthochlorus lucidulus Negrobov, 1978[3]
- Xanthochlorus luridus Negrobov, 1978[3]
- Xanthochlorus nigricilius Olejníček, 2004[7]
- Xanthochlorus ochraceus Vaillant, 1952[8]
- Xanthochlorus ornatus (Haliday, 1832)
- Xanthochlorus philippovi Negrobov, 1978[3]
- Xanthochlorus silaceus Chandler & Negrobov, 2008[4]
- †Xanthochlorus statzi Chandler & Negrobov, 2008[4]
- Xanthochlorus tenellus (Wiedemann, 1817)
- Xanthochlorus tewoensis Qilemoge, Chang & Yang, 2018[5]
- Xanthochlorus tibetensis Xi, Wang & Yang, 2015[9]
- Xanthochlorus ultramontanus Becker, 1918